# 張安達
張安達（1991年12月25日—），中國職業斯诺克球手，暱稱達仔。

## 生平
出生於廣東，母語是粵語。2009/10球季憑ACBS亞洲U21錦標賽冠軍而首次出戰巡迴賽。2015年世錦賽打入32強。2023年国际锦标赛首次获得冠军。